# (5615) Искандер
(5615) Искандер (лат. Iskander) — типичный астероид главного пояса, открыт 4 августа 1983 года советским астрономом Людмилой Карачкиной в Крымской астрофизической обсерватории и 26 февраля 1994 года назван в честь литератора Фазиля Искандера.

## Обнаружение и именование
(5615) Искандер
Открыт 4 августа 1983 года в Научном Л. Г. Карачкиной.
Назван в честь известного писателя, поэта и эссеиста Фазиля Абдуловича Искандера (1929— ), автора юмористического «Сандро из Чегема» и лауреата таких литературных премий, как Пушкинская. Является вице-президентом Российского пен-клуба. Название предложено Л. Р. Немировским.
Оригинальный текст (англ.)5615 Iskander
Discovered 1983-08-04 by Karachkina, L. G. at Nauchnyj.
Named in honor of Fazil' Abdulovich Iskander (1929— ), well-known writer, poet, essayist, author of the humorous Sandro from Chegem and the winner of such literature prizes as the Pushkin.  He is a vice-president of the Russian Pen Club. Name suggested by L. R. Nemirovskij.
Источники: DISCOVERY.DB; M.P.C. 23138.

## Физические характеристики
Из наблюдений системы телескопов панорамного обзора и быстрого реагирования Pan-STARRS следует, что астероид относится к таксономическому классу X.
По результатам наблюдений в видимом и ближнем инфракрасном диапазоне космического телескопа NEOWISE диаметр астероида оценивался равным 5,310±0,176 км, 5,51±0,08 км, 4,57±1,06 км и 4,50±1,47 км. Согласно тем же источникам альбедо оценивается как 0,1892±0,0194, 0,146±0,029, 0,19±0,10, 0,15±0,07 и 0,189±0,019.